# Мавлютов, Рыфат Рахматуллович
Рыфат Рахмату́ллович Мавлю́тов (тат. Рифат Рәхмәтулла улы Мәүлетов, баш. Рифат Рәхмәтулла улы Мәүлетов; 20 марта 1926 — 25 июля 2000) — советский и российский учёный, доктор технических наук, член-корреспондент Российской академии наук, организатор, педагог, ректор Уфимского государственного авиационного технического университета (1961—1991), депутат городского совета г. Уфы нескольких созывов, директор Института механики УНЦ (Уфимского научного центра) РАН (1992—1998), главный научный сотрудник Института механики (1998—2000). По национальности — татарин.

## Биография
Мавлютов Р. Р. окончил с отличием УАИ в 1949. Кандидатскую диссертацию защитил в МАТИ (1953), докторскую — в КАИ (1975),
Работал в УАИ инженером лаборатории (1949); учился в аспирантуре и работал ассистентом в МАИ (1949…1953). В последующие годы работал в УАИ-УГАТУ: старший преподаватель (1953…1957), доцент (1957…1960); профессор с 1960 г. Проректор по учебной и научной работе (1960…1961); ректор института (1961…1992). Заведующий кафедрой сопротивления материалов (1973…1994). Директор Института механики Российской академии наук с 1992 по 1998 год. Член-корреспондент Российской академии наук (1991)
Научные интересы — в области механики деформируемого твердого тела, прочности и надёжности авиационных конструкций в условиях упругопластических деформаций и ползучести при наличии концентрации напряжений.
Мавлютов Р. Р. — автор более 100 научных публикаций. Среди них две монографии: Повышение прочности и надежности резьбовых соединений. — М.: Машиностроение, 1979; Концентрация напряжений в элементах авиационных конструкций. — М.: Наука, 1981. Общий объем публикаций превышает 100 авторских листов.
Проводимые исследования включены в общероссийские и международные программы; их результаты получили широкую известность и признание, вошли в несколько Государственных стандартов, регламентирующих методы оптимального проектирования и расчёта машиностроительных конструкций.
Проблемы теории и практики подготовки студентов инженерных вузов в области теории прочности были обобщены в периодической печати, более чем в 20 методических работах и учебных пособиях. Среди них — учебное пособие и учебник по курсу «Сопротивление материалов»: М.: Наука, 1986, объем 35 авторских листов; Изд. МАИ, 1994, объем 30 печ. листов.
Консультировал и руководил подготовкой более 10 кандидатов и четырёх докторов наук.

### Личная жизнь
Супруга — Мавлютова, Мунавара Габдракиповна (1923—2022), врач-хирург, профессор Башкирского государственного медицинского университета (1966—2001).

## Избранные публикации

### Книги
- Р. Р. Мавлютов «Высшая школа глазами ректора». — Уфа.: Изд-во уфимского авиационного института, 1992. ISBN 5-7035-0518-6
- Р. Р. Мавлютов «Дорога жизни» — Уфа.: Изд-во уфимского авиационного университета, 2001. (издано посмертно)

### Учебники
- Биргер И. А., Мавлютов Р. Р. «Сопротивление материалов», 1994

## Память
Открыта мемориальная доска Мавлютову Р. Р. при входе в первый корпус УГАТУ. Ежегодно в УГАТУ проводятся всероссийские молодёжные научные конференции «Мавлютовские чтения».